# Chiesa di Santa Vittoria (Ossi)
La chiesa di Santa Vittoria è un edificio religioso situato ad Ossi, centro abitato della Sardegna nord-occidentale. Consacrata al culto cattolico, fa parte della parrocchia di San Bartolomeo, arcidiocesi di Sassari. 

## Storia
È appartenuta, sino alla fine del XV secolo, al villaggio scomparso di Save, di cui non restano che scarsi resti nelle vicinanze. 
La fondazione primigenia risale al tardo XII secolo; ha subito modifiche nel XIV secolo (gotiche) e altre nel XVII secolo e risente - come la parrocchiale - delle modifiche e dei restauri degli anni '70 del Novecento. Come questa inoltre risulta priva dell'altare maggiore, del pulpito, degli altari laterali e di una buona parte della cantoria.
La chiesa era sede di due gruppi di fedeli senza particolare organizzazione statutaria (come chiaramente indicano le fonti superstiti), aventi come patroni santa Lucia e san Giovanni Battista, i cui simulacri sono conservati nella chiesa maggiore.